# Nucleocosmocronologia
La nucleocosmocronologia o cosmocronologia nuclear és una tècnica que s'utilitza per determinar els períodes per a objectes i esdeveniments astrofísics. Compara els coeficients observats d'abundàncies de núclids pesants radioactius i estables a les proporcions primordials previstes per la teoria de la nucleosíntesi per calcular l'edat de formació d'objectes astronòmics.
S'ha utilitzat la nucleocosmocrònica per determinar l'edat del Sol (4,57±0,02 mil milions d'anys) i del disc prim galàctic (8,8±1,8 mil milions d'anys), entre d'altres. També s'ha utilitzat per calcular l'edat de la mateixa Via Làctia, tal com ho demostra un estudi recent de l'Estrella de Cayrel a l'halo galàctic, que a causa de la seva baixa metal·lització, s'ha creat a principis de la història de la galàxia. Els factors que limiten la seva precisió són la qualitat de les observacions d'estrelles febles i la incertesa de les abundàncies primordials dels elements del procés r.